# Моисеев, Евгений Иванович (математик)
Евге́ний Ива́нович Моисе́ев (7 марта 1948, Одинцово Московской области — 25 декабря 2022, Москва) — советский и российский физик и математик, декан (1999—2019) и президент (2019—2022) факультета вычислительной математики и кибернетики МГУ, профессор, академик РАН (2003).

## Биография
Окончил среднюю школу со специализированной подготовкой по программированию в г. Реутов Московской области (1965).
В 1965 году поступил на физический факультет МГУ, а сразу после его окончания в 1971 году — в аспирантуру факультета вычислительной математики и кибернетики МГУ, которую окончил в 1974 году.
Кандидат физико-математических наук (1974), тема диссертации: «К вопросу о единственности решения второй краевой задачи для эллиптического уравнения» (научный руководитель В. А. Ильин).
Доктор физико-математических наук (1981), тема диссертации: «Некоторые вопросы спектральной теории уравнений смешанного типа».
С 30 мая 1997 года — член-корреспондент РАН (отделение информатики, вычислительной техники и автоматизации), с 25 мая 2003 года — академик РАН (отделение математических наук).
В 1999—2019 годах — декан факультета вычислительной математики и кибернетики МГУ. С 2019 года — президент факультета вычислительной математики и кибернетики МГУ. В Московском университете читал курсы лекций «Функциональный анализ», «Математический анализ», «Прикладной функциональный анализ», «Уравнения смешанного типа», «Сингулярные интегральные уравнения», «Спектральные методы решения неклассических задач математической физики», руководит спецсеминарами.
С 1990 года по совместительству работал в ВЦ РАН, последние годы — в должности главного научного сотрудника.
Действительный член Международной академии наук высшей школы (1994). Член экспертной комиссии РСОШ по информатике.
Заслуженный профессор Московского университета (2001). Почётный профессор (2001) и почётный доктор (2004) Евразийского университета. Был главным редактором журнала «Integral Transforms and Special Functions».
Умер 25 декабря 2022 года. Похоронен на Троекуровском кладбище.
Сын — член-корреспондент РАН Т. Е. Моисеев (род. 1978).

## Научная деятельность
Области исследовательских интересов: Информатика, математическое моделирование, спектральная теория, дифференциальные уравнения.
Е. И. Моисеев нашёл сектора на комплексной плоскости, в которых лежит спектр задачи Трикоми для уравнения смешанного типа из теории газодинамики. Он получил эффективное представление решения задачи Трикоми, Франкля, Геллерстедта в виде биортогональных рядов как в двумерном, так и в трёхмерном случаях. Им была исследована базисность соответствующих корневых систем.
Е. И. Моисеев развил разностные методы решения краевых задач с нелокальными краевыми условиями, которые возникают в теории турбулентной плазмы. Решил задачу об определении функциональной зависимости координат риманова пространства-времени от координат пространства Минковского в случае статического сферически симметричного гравитационного поля. Получил представление вынужденных колебаний в коаксиально-слоистом волноводе в виде конечных сумм нормальных и присоединённых волн и доказал возможность приближения такими суммами. В теории гиперболических задач с граничным управлением решил одну задачу Лионса о наличии априорной оценки градиента функции.
Е. И. Моисеевым изучены спектральные свойства обыкновенных дифференциальных операторов, у которых спектральный параметр входит не только в уравнение, но и в граничные условия.
При определённых требованиях на разлагаемую функцию такие спектральные задачи возникают в теории струн с нагрузкой и в теории крыла самолёта с нагрузкой.
Опубликован цикл работ, посвящённых граничному управлению процессами, описываемыми гиперболическими уравнениями. Е. И. Моисеев — автор более 130 научных статей и 17 научных трудов.
Подготовил 7 докторов физико-математических наук и 15 кандидатов физико-математических наук.

## Основные работы

### Книги и брошюры
- О решении одного нелинейного уравнения в теории гравитации на основе пространства Минковского / Е. И. Моисеев, В. А. Садовничий. — М. : Изд-во МГУ, 1984. — 44 с. : граф.; 20 см.
- О краевых задачах для одного нелинейного уравнения теории гравитации / Е. И. Моисеев, В. А. Садовничий; МГУ им. М. В. Ломоносова. — М. : МГУ, 1986. — 82,[3] с.; 19 см.
- Уравнения смешанного типа со спектральным параметром / Е. И. Моисеев. — М. : Изд-во МГУ, 1988. — 149,[1] с.; 22 см; ISBN 5-211-00075-7
- Базисность и полнота некоторых систем элементарных функций / Е. И. Моисеев, А. П. Прудников, А. М. Седлецкий; Рос. акад. наук, Вычисл. центр им. А. А. Дородницына. — М. : Вычислительный центр им. А. А. Дородницына РАН, 2004. — 146 с.; 20 см; ISBN 5-201-09813-4 : 120
- Тезаурус информационно-поисковый по предметной области Обыкновенные дифференциальные уравнения / Е. И. Моисеев, А. А. Муромский, Н. П. Тучкова; Рос. акад. наук, Вычисл. центр. им. А. А. Дородницына. — Москва : МАКС Пресс, 2005. — 115, [1] с.; 29 см; ISBN 5-317-01489-1
- Тезаурус информационно-поисковый по предметной области Обыкновенные дифференциальные уравнения. (Указатель отношений) / Е. И. Моисеев, А. А. Муромский, Н. П. Тучкова; Российская акад. наук, Вычислительный центр им. А. А. Дородницына. — Москва : Вычислительный центр им. А. А. Дородницына (ВЦ РАН), 2006 (М. : ВЦ им. А. А. Дородницына). — 38, [1] с.; 29 см.
- Moiseev E. I., Prudnikov A. P., Sedletskii A. M. Basic Property and Completeness of Certain Systems of Elementary Functions. Cambridge Scientific Publishers, 2007. (англ.)
- Интернет и математические знания : представление уравнений математической физики в информационно-поисковой среде / Е. И. Моисеев, А. А. Муромский, Н. П. Тучкова. — Москва : МАКС Пресс, 2008. — 79, [1] с.; 30 см. — (Уравнения математической физики. Методы теоретической физики/ Российская акад. наук, Вычислительный центр им. А. А. Дородницына, Московский гос. ун-т им. М. В. Ломоносова, Фак. вычислительной математики и кибернетики).; ISBN 978-5-317-02480-2
- О представлении и поиске научных результатов современными средствами в электронной информационно-поисковой среде / Е. И. Моисеев, А. А. Муромский, Н. П. Тучкова; Учреждение Российской акад. наук, Вычислительный центр им. А. А. Дородницына РАН, Московский гос. ун-т им. М. В. Ломоносова, Фак. вычислительной математики и кибернетики. — Москва : МАКС Пресс, 2009. — 97, [1] с. : ил., табл.; 29 см; ISBN 978-5-317-03101-5
- Фуллерены в терминах : словарь / Е. И. Моисеев, А. А. Муромский, Н. П. Тучкова; Учреждение Российской акад. наук Вычислительный центр им. А. А. Дородницына, Московский гос. ун-т им. М. В. Ломоносова, Фак. вычислительной математики и кибернетики. — Москва : МАКС Пресс, 2010. — 147, [1] с.; 21 см; ISBN 978-5-317-03548-8
- Нанотрубки в терминах : словарь / Е. И. Моисеев, А. А. Муромский, Н. П. Тучкова; Учреждение Российской акад. наук Вычислительный центр им. А. А. Дородницыеа, Московский гос. ун-т им. М. В. Ломоносова, Фак. вычислительной математики и кибернетики. — Москва : МАКС Пресс, 2012. — 231, [1] с. : табл.; 21 см; ISBN 978-5-317-04236-3
- Об онтологии научного информационного пространства / Е. И. Моисеев, А. А. Муромский, Н. П. Тучкова. — Москва : Вычислительный центр им. А. А. Дородницына Российской акад. наук (ВЦ РАН), 2013. — 47, [1] с. : ил.; 21 см.
- Об управлении и транспортной задаче в научных коммуникациях / Е. И. Моисеев, А. А. Муромский, Н. П. Тучкова. — Москва : ВЦ им. А. А. Дородницына Российской акад. наук, 2015. — 34, [1] с. : табл.; 20 см.
- Наиболее значимые результаты, полученные на факультете вычислительной математики и кибернетики МГУ имени М. В. Ломоносова по программе «Стратегические информационные технологии» : препринт / Е. И. Моисеев, С. А. Ложкин, В. В. Тихомиров; Московский гос. ун-т им. М. В. Ломоносова, Фак. вычислительной математики и кибернетики. — Москва : МАКС Пресс, 2015. — 14, [1] с.; 21 см; ISBN 978-5-89407-532-7
- О результативном информационном поиске в сетевом научном пространстве / Е. И. Моисеев, А. А. Муромский, Н. П. Тучкова, К. Б. Теймуразов ; отв. ред. Г. М. Михайлов. — Москва : ВЦ РАН, 2015. — 67 с.; 21 см.

### Учебные пособия
- Лекции по теории рядов Фурье : Учеб. пособие по курсу «Мат. анализ» / В. А. Ильин, Е. И. Моисеев; Моск. гос. ун-т им. М. В. Ломоносова. Фак. вычисл. математики и кибернетики. — М. : Изд. отд. Фак. вычисл. математики и кибернетики МГУ им. М. В. Ломоносова, 2000. — 51, [1] с.; 21 см; ISBN 5-89407-092-9
- Магистерские программы по направлениям «Прикладная математика и информатика», «Информационные технологии» : [учебно-методическое пособие] / Е. И. Моисеев [и др.] ; Московский государственный университет им. М. В. Ломоносова. — Москва : МАКС Пресс, 2008. — 164, [1] с. : табл.; 20 см; ISBN 978-5-89407-325-5

## Награды
Лауреат премии Ленинского комсомола в области науки и техники (1980).
Лауреат Ломоносовской премии МГУ (1994).
Награждён орденом Почёта (2015), орденом Дружбы (2005), медалью «В память 850-летия Москвы» (1997).